# Rembrandt Group
Rembrandt Group es una empresa de tabaco sudafricana  y un conglomerado industrial fundado por magnate afrikáner Anton Rupert. Rembrandt se dividió en dos y creó la compañía Remgro, una compañía de inversión financiera con intereses mineros e industriales, y Richemont, un grupo interesado en productos de lujo.

## Historia
Anton Rupert creó la compañía de tabaco "Voorbrand" en los años 1940. Pronto la rebautizó como Rembrandt Ltd. Los primeros cigarrillos Rembrandt fueron fabricados en un molino de harina viejo, en Paarl. Cuatro años más tarde, Rupert introdujo el primer filtro en los cigarrillos. Tras un notable éxito y con la ayuda de un crédito de 1,5 millones de Sanlam, Rembrandt forjó un imperio por el mundo. En 1972, Rembrandt compró Rothmans Internacional.
En 1988, el Grupo Rembrandt fundó la compañía de bienes de lujo con sede en Suiza Richemont. Entre otras marcas el grupo controla : Cartier (joyas); Alfred Dunhill y Sulka (ropa de diseñador); Seeger (bolsas de cuero); Piaget, Baume & Mercier y Vacheron Constantin (relojes suizos) y Montblanc (plumas y bolígrafos).
En 1995, Rembrandt y Richemont unieron las inversiones en tabaco de sus respectivos grupos en Rothmans International, cuarto fabricante de cigarrillos más grande del mundo. Unos años más tarde, en 1999, Rothmans International fue adquirida por British American Tobacco (BAT).